# Raymond Billiard
Pour les articles homonymes, voir Billiard (homonymie).
Raymond Billiard, né le 6 juin 1869 à Saint-Georges-de-Reneins et mort le 22 octobre 1956 à Charentay, est un historien français qui a étudié la vigne dans l'Antiquité, en tant qu'historien mais aussi en viticulteur, propriétaire dans le vignoble du Beaujolais.
Il est élu le 5 juin 1923 à l'Académie des Sciences, belles-lettres et arts de Lyon.

## Publications
- La vigne dans l'Antiquité, Lyon, Lardanchet, 1913. Il est indiqué dans la préface : « C'est une œuvre consciencieuse, qui marquera dans la littérature viticole. C'est en outre, un beau livre, tant par la belle composition et le tirage -dont le mérite revient au maître imprimeur, M. G. Protat, un passionné d'art et de viticulture- que par le choix et l'édition des belles gravures qui le parent dignement. »

- Prix Bordin (Antiquité classique) 1914 de l’Académie des inscriptions et belles-lettres
- Les Géorgiques de Virgile, texte et traduction, avec une introduction et des notes par Raymond Billiard ; préface de Pierre de Nolhac, Paris, J. Tallandier, 1931.

- Prix Jules-Janin 1932 de l'Académie française